# Trouble in the Glen
Trouble in the Glen (bra O Vale da Esperança) é um filme de comédia britano-estadunidense de 1954, dirigido por Herbert Wilcox, com roteiro inspirado no romance homônimo de Maurice Walsh.

## Recepção
O crítico Van Jafa, do diário carioca A Noite, qualificou o filme como "monótono" e "medíocre".